# Alcis consors
Alcis consors är en fjärilsart som beskrevs av Max Joseph Bastelberger 1909. Alcis consors ingår i släktet Alcis och familjen mätare. Inga underarter finns listade i Catalogue of Life.